# میخالیس کاپسیس
میخالیس کاپسیس (یونانی: Μιχάλης Καψής؛ زادهٔ ۱۸ اکتبر ۱۹۷۳) یک بازیکن فوتبال اهل یونان است.
از باشگاه‌هایی که در آن بازی کرده‌است می‌توان به المپیاکوس، باشگاه فوتبال آ.ا.ک آتن، باشگاه فوتبال آپوئل، و بوردو اشاره کرد.
وی همچنین در تیم ملی فوتبال یونان بازی کرده‌است.